# Oleh Barna
Pour les articles homonymes, voir Barna.
Oleh Stepanovytch Barna (en ukrainien : Олег Степанович Барна), né le 18 avril 1967 à Nahirianka dans la république socialiste soviétique d'Ukraine (URSS) et mort au combat le 17 avril 2023 à Bakhmout (Ukraine), est un homme politique ukrainien.

## Biographie
Il fut maire de Nahirianka de 2002 à 2010 et élu en 2014 à la Rada sur la liste du bloc Porochenko de l'oblast de Ternopil. 

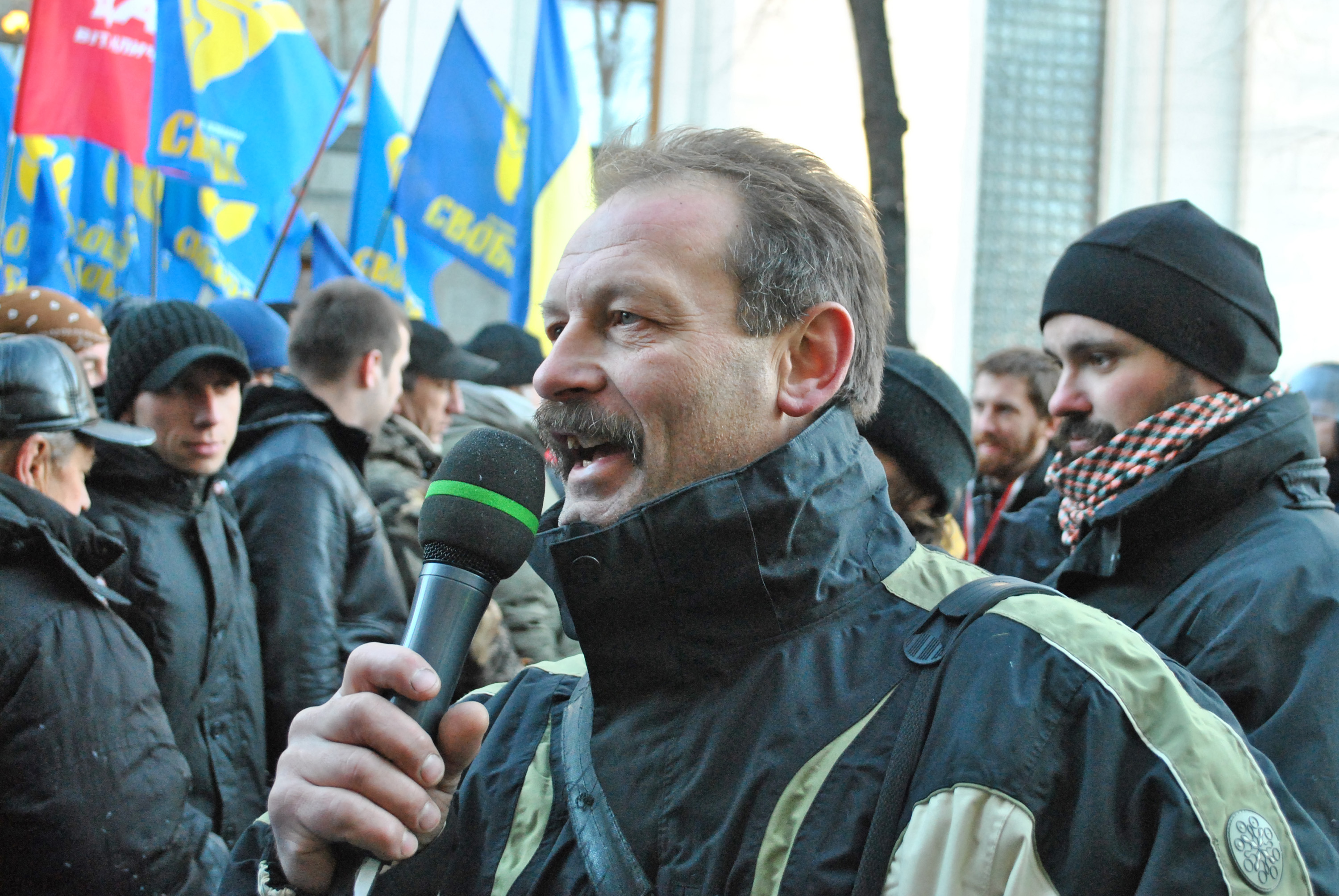
Décembre 2013 à l'Eurommaïdan.

Politiquement engagé, il avait pris part à la révolution de granite de 1990, puis au mouvement l'Ukraine sans Kouchma en 2000-2001, enfin à Euromaïdan où il fut blessé au parc Mariinskyi le 18 février 2014.
Volontaire lors de la guerre du Donbass dans la 128e brigade de montagne. Lors de l'invasion de l'Ukraine par la Russie depuis 2022, Oleh Barna s'est engagé dans la 68e brigade de chasseurs. Il meurt lors de la bataille de Vouhledar.